# Setagrotis pallidicollis
Setagrotis pallidicollis là một loài bướm đêm trong họ Noctuidae.